# Police Academy

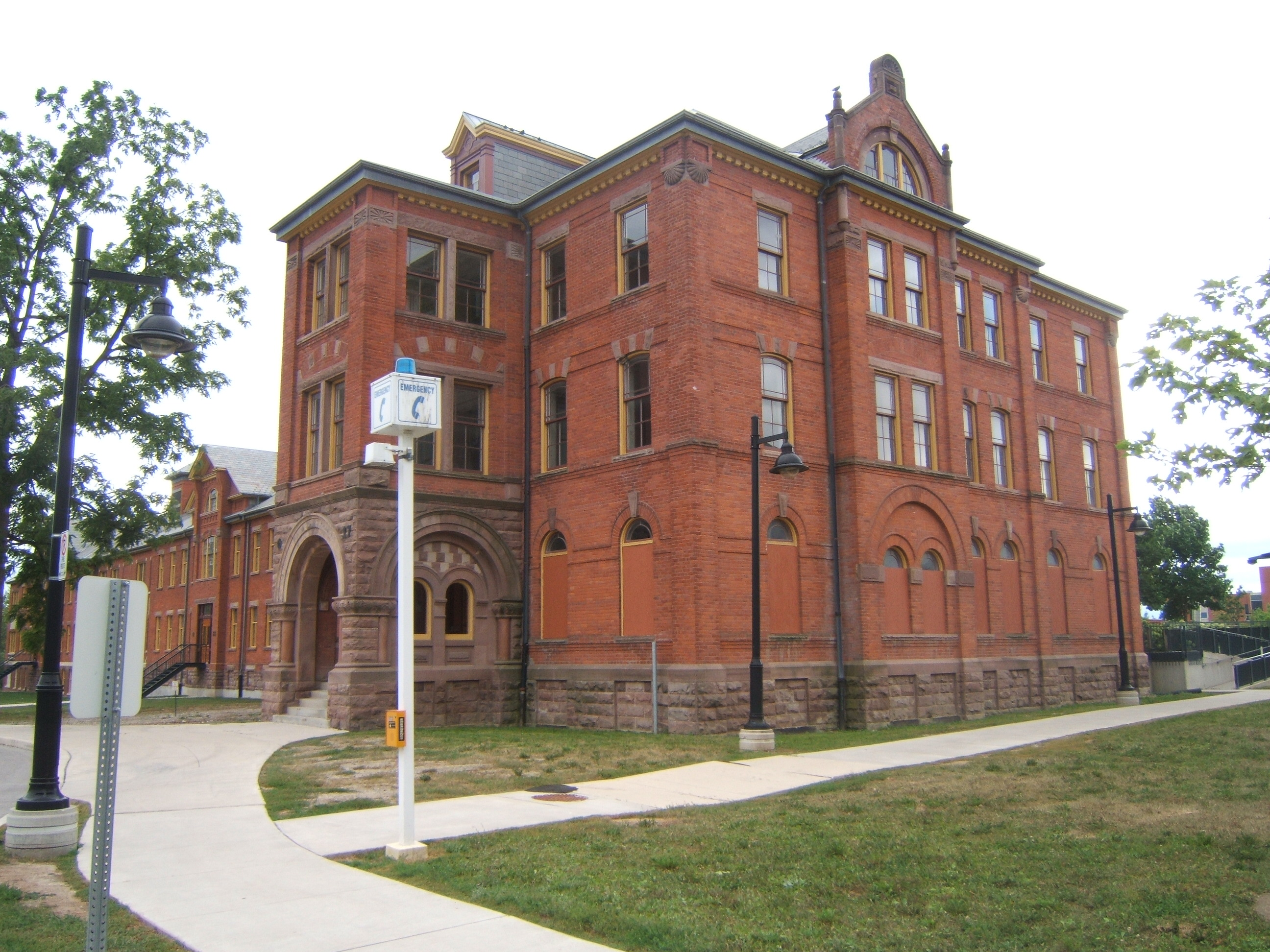
Seitenansicht des Gebäudes, das in den Teilen 1, 3 und 4 als Police Academy diente

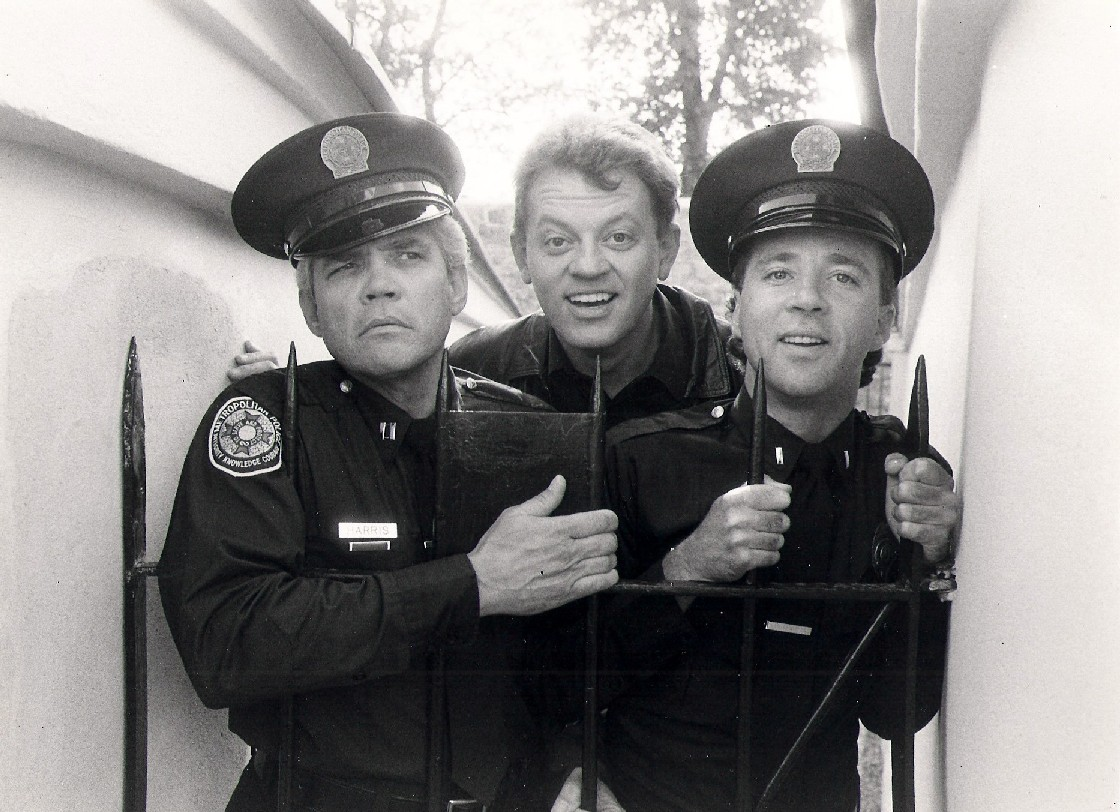
Darsteller in den meisten der Filme: G. W. Bailey, David Graf und Lance Kinsey

Police Academy ist eine Filmreihe, die auf der gleichnamigen US-amerikanischen Kinokomödie aus dem Jahr 1984 aufbaut. Bis 1994 wurden sechs Fortsetzungen produziert. Weiterhin entstanden eine Zeichentrickserie mit den Filmfiguren sowie eine Serie mit einer neuen Generation von Darstellern.
Die sieben Filme spielten über 240 Millionen US-Dollar in den USA ein, davon über 200 Millionen durch die ersten vier Teile. Bei Filmkritikern konnte die Reihe jedoch nie Anklang finden.
Bis auf den siebten Spielfilm wurden alle Teile von Warner Bros. produziert. Teil 7 wurde von der Firma Paul Maslansky Productions produziert, erschien aber trotzdem bei Warner. Produzent aller Filme und Serien ist Paul Maslansky, der bei der späteren Fernsehserie als Drehbuchautor tätig war.

## Spielfilmreihe

### Filmteile
Nach dem großen Erfolg des ersten Films wurden insgesamt sechs Fortsetzungen produziert.
- Police Academy – Dümmer als die Polizei erlaubt (1984): Der erste und finanziell erfolgreichste Police-Academy-Film. Die Stadt lockert die Zulassungsbestimmungen zur Polizeiakademie, worauf eine Gruppe chaotischer Kadetten die Ausbildung antritt.
- Police Academy 2 – Jetzt geht’s erst richtig los (1985): Die im ersten Teil ausgebildeten Polizisten treten ihren Dienst an. Sie müssen einen Bezirk in Ordnung bringen, der von einer Straßengang terrorisiert wird.
- Police Academy 3 – … und keiner kann sie bremsen (1986): Die Akademie ist von der Schließung bedroht und muss in einem Wettbewerb gegen eine andere Akademie bestehen. Commandant Lassard ruft seine besten Absolventen zurück, um eine nicht minder chaotische Gruppe Kadetten auszubilden.
- Police Academy 4 – Und jetzt geht’s rund (1987): Commandant Lassard startet ein Programm, das Bürger in die Polizeiarbeit einbinden und die Beziehungen zwischen Polizei und Bürgern verbessern soll. Sein Gegenspieler Captain Harris versucht, diese Pläne zu sabotieren.
- Police Academy 5 – Auftrag Miami Beach (1988): Commandant Lassard hat das Alter zur Zwangspensionierung erreicht, soll aber zuvor in Miami zum „Polizist des Jahrzehnts“ ernannt werden. Dort wird er von Gangstern entführt. Erster Film ohne die zuvor zentrale Figur des Carey Mahoney.
- Police Academy 6 – Widerstand zwecklos (1989): Eine mysteriöse Überfallserie erschüttert die Stadt, in der die Police Academy steht. Commandant Lassard und sein Team sollen helfen, den Fall aufzuklären.
- Police Academy 7 – Mission in Moskau (1994): In Moskau hat die Polizei Probleme und ruft Commandant Lassard mit seinen Leuten zu Hilfe. Es gilt, einen Mafioso zu schnappen. Mit ins Team schmuggelt sich auch ein junger Kadett.

### Handlung

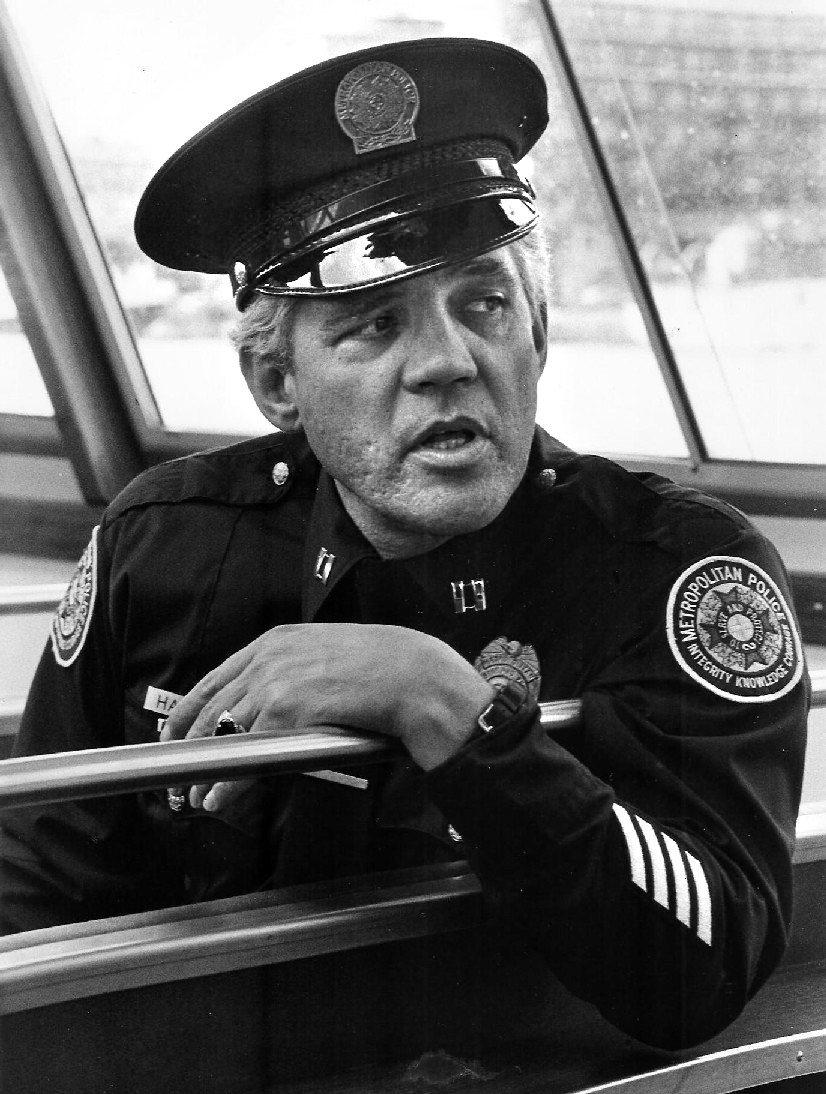
Der Gegenspieler in fünf der sieben Filme: Thaddeus Harris, gespielt von G. W. Bailey

Die Filme drehten sich am Anfang um die Polizisten und Auszubildenden einer Polizeischule (Police Academy). Dieses Grundthema wird in den Folgen 1, 3 und 4 aufgegriffen. Der 2. Teil ist eine inhaltliche Fortführung des ersten Films. Ab Teil 5 enthalten die Filme zwar die von den vorhergehenden Filmen bekannten Figuren, stehen inhaltlich aber nur in losem Zusammenhang zu den ersten Filmen.
Die Polizisten teilen sich in zwei rivalisierende Gruppen: Die Sympathieträger, in der Regel chaotische und schräge Charaktere, und deren Gegenspieler. Letztere stellen eine wesentlich kleinere Polizistengruppe dar, die versucht, mit Strenge und Intrigen ihre Ziele auf Kosten der Sympathieträger durchzusetzen. Diese wiederum revanchieren sich dafür mit bösartigen Streichen. Wegen dieser Rivalität spielen die eigentlichen Gegner der Polizei, nämlich die Verbrecher, nur eine untergeordnete Rolle und werden daher meist erst gegen Ende eingeführt.
Typisch sind Slapstick-Einlagen, die hauptsächlich durch die überzogenen Verhaltensweisen der Charaktere erzielt werden. Wortwitz ist vergleichsweise selten. Der erste Film ist der einzige, der diesen in größerem Umfang einsetzt.
Die Hauptakteure erleben – bedingt durch ihr chaotisches Verhalten oder dem Konflikt mit den innerpolizeilichen Gegenspielern – in den meisten Filmen zu Beginn viele Fehlschläge. Am Ende wenden sie das Blatt durch Mut und viel Glück wieder zum Guten. Dafür werden sie in der Regel belobigt oder befördert, während die Gegenspieler leer ausgehen. Die Verleihung der Orden oder des neuen Dienstgrades findet immer in einer paradeartigen Zeremonie vor einer Tribüne mit Festschmuck und Blaskapelle statt und bildet in den meisten Teilen den Abschluss.
Trotz des häufigen Einsatzes von Schusswaffen und körperlicher Gewalt kommt in den Filmen nie jemand schwer zu Schaden. Lediglich die Gegenspieler der sympathischen Hauptfiguren erleiden Verletzungen, die aber letztendlich harmlos sind und die Handlung nicht weiter beeinflussen.
Die ersten drei Fortsetzungen drehen sich, wie auch der erste Teil, um den Jungpolizisten Carey Mahoney, der von Steve Guttenberg gespielt wird. Bis auf den zweiten Film haben alle die Polizeiausbildung als zentrales Thema. Mit dem Ausstieg von Steve Guttenberg änderte sich auch die inhaltliche Ausrichtung der Komödien. Ab dem fünften Teil spielt die Polizeiausbildung keine zentrale Rolle mehr. Der Academy-Leiter Commandant Lassard rückt in den Mittelpunkt. Um ihn scharen sich nur noch Teile der ursprünglichen Figuren, da ab Teil 5 zahlreiche Abgänge zu verzeichnen sind. Alle Filme dieser Ära erhielten vernichtende Kritiken und waren zumindest zeitweise auf der Liste der schlechtesten Filme der IMDb verzeichnet.

### Erfolgsbilanz
Die nachfolgende Tabelle gibt einen Überblick über die Zuschauerzahlen, das Einspielergebnis und zusammengefasste Kritiker- und Zuschauerbewertungen. Die Angabe „Platz“ bezieht sich auf das Einspielergebnis des Films im jeweiligen Jahr.
| Teil | Veröffentlichung | Deutschland  | Deutschland | USA                        | USA                                        | USA                                        | USA                                        | USA   | IMDB- Wertung | Rotten-Tomatoes- Wertung | Rotten-Tomatoes- Wertung |
| Teil | Veröffentlichung | Kinobesucher | Platz       | Einspielergebnis (in US-$) | Einspielergebnis (in US-$)                 | Kinos                                      | Kinos                                      | Platz | IMDB- Wertung | Rotten-Tomatoes- Wertung | Rotten-Tomatoes- Wertung |
| Teil | Veröffentlichung | Kinobesucher | Platz       | Gesamt                     | Erstes Wochenende                          | Maximum                                    | Erstes Wochenende                          | Platz | IMDB- Wertung | Kritiker                 | Publikum                 |
| ---- | ---------------- | ------------ | ----------- | -------------------------- | ------------------------------------------ | ------------------------------------------ | ------------------------------------------ | ----- | ------------- | ------------------------ | ------------------------ |
| 1    | 23. März 1984    | 5.187.443    | 1           | 81.198.894                 | 8.570.007 (10,6 %)                         | 1.587                                      | 1.063                                      | 6     | 6,4           | 44 %                     | 66 %                     |
| 2    | 29. März 1985    | 3.876.471    | 7           | 55.600.000                 | 10.675.896 (19,2 %)                        | 1.613                                      | 1.613                                      | 10    | 5,1           | 23 %                     | 52 %                     |
| 3    | 21. März 1986    | 3.299.839    | 4           | 43.579.163                 | 9.049.586 (20,8 %)                         | 1.788                                      | 1.788                                      | 17    | 4,6           | 40 %                     | 48 %                     |
| 4    | 3. April 1987    | 2.235.128    | 10          | 28.061.343                 | 8.482.487 (30,2 %)                         | 1.750                                      | 1.750                                      | 43    | 4,1           | 0 %                      | 45 %                     |
| 5    | 18. März 1988    | 1.122.638    | 18          | 19.510.371                 | 6.106.661 (31,3 %)                         | 1.700                                      | 1.700                                      | 51    | 3,6           | 0 %                      | 44 %                     |
| 6    | 10. März 1989    | 611.168      | 36          | 11.567.217                 | 4.032.480 (34,9 %)                         | 1.627                                      | 1.627                                      | 75    | 3,4           | 0 %                      | 39 %                     |
| 7    | 26. August 1994  | 478.473      | 57          | 126.247                    | Nur auf Video erschienen (Direct-to-Video) | Nur auf Video erschienen (Direct-to-Video) | Nur auf Video erschienen (Direct-to-Video) | 225   | 2,7           | -                        | 36 %                     |

### Auszeichnungen
- Die ersten drei Filme der Reihe erhielten jeweils eine Goldene Leinwand.
- Teil 4 wurde für die Goldene Himbeere in der Kategorie Schlechtester Song nominiert.

### Möglicher achter Teil der Reihe
Seit 2003 gibt es wiederholt Berichte, es befinde sich ein achter Teil der Reihe in Vorbereitung. Das Projekt befindet sich seither in der sogenannten Entwicklungshölle.
Auch wenn von Seiten des 2024 verstorbenen Produzenten Paul Maslansky sowie den Darstellern der ersten sieben Teile immer wieder bestätigt wurde, dass das Projekt am Laufen sei, sind weitere Details spärlich. Weder ein Drehbuch noch eine vorläufige Besetzungsliste scheinen zu existieren.
Maslansky zog eine Fortsetzung in Betracht, als er sah, dass Remakes von Starsky & Hutch und anderen Klassikern gut ankamen. Für dieses Projekt konnte er damals einen großen Teil der ursprünglichen Besetzung interessieren, darunter auch Steve Guttenberg alias Carey Mahoney sowie die zuletzt ausgestiegene Marion Ramsey alias Laverne Hooks. Hugh Wilson, der Regisseur und Autor beim ersten Film war, wurde wieder als Regisseur vorgesehen. Es gab weiterhin Planungen, mit diesem Film eine neue Generation von Figuren einzuführen, die dann die altbekannten Charaktere beerben und eine neue Reihe begründen könnten.
Die Dreharbeiten sollten im Sommer 2006 stattfinden, damit der Film 2007 erscheinen könne. Im Oktober 2006 wurden die Vorbereitungen aber eingefroren.
Im Dezember 2006 sagte Leslie Easterbrook in einem Interview, dass Warner Home Video den Film direkt auf Video veröffentlichen wolle. Zuvor sollte jedoch erst ein Produzent zur unabhängigen Finanzierung gewonnen werden. Im Mai 2008 gab Michael Winslow ein Interview, in dem er äußerte, dass er alles für möglich halte und es großartig wäre, alle wiederzusehen, aber man darauf hoffen müsse, dass Paul Maslansky und seine Leute den Film zustandebekommen. In einem Interview bei BBC Radio 5 Live im November 2008 äußerte Steve Guttenberg, dass der achte Film immer noch in Vorbereitung sei. Er entwickle das Skript und plane, Regie zu führen. Allerdings sei noch nicht sicher, ob er selbst in dem Film auftreten werde.
Nach einem Bericht aus dem März 2010 hat Warner das Projekt seiner Schwesterfirma New Line Cinema übergeben. Diese sucht nach Darstellern. Paul Maslansky sei als Produzent beteiligt, aber weder ein Drehbuchschreiber noch ein Produzent seien bisher verpflichtet. Maslansky kündigte eine neue Generation von Darstellern an. Im Juli 2010 sagte Michael Winslow in einem Interview, dass New Line Cinema das Projekt weiterverfolge, es aber weiterhin kein Drehbuch und keinen Regisseur gebe. Ob der Film Police Academy 8 heißen werde, sei noch nicht sicher. Auch seine Beteiligung sei noch nicht fest, aber er werde gerne helfen. Steve Guttenberg sagte im August 2010 in einem Interview, dass Warner Bros. den Film produzieren lassen und derzeit von David Diamond und David Weisman entwickelt würde.
Das Projekt nahm erst wieder ab 2012 konkrete Züge an.
Zunächst gab New Line Cinema im Januar 2012 bekannt, dass man Scott Zabielski als Regisseur für den Film vorgesehen habe. Zabielski ist bislang nur als Serienregisseur bekannt, insbesondere in mehreren Staffeln der erfolgreichen Serie Tosh.0 auf Comedy Central. Michael Winslow äußerte in einem Interview, dass man Shaquille O’Neal für die Rolle des Moses Hightower angefragt habe. Die Aufnahmen sollten ab April 2012 stattfinden, aber würden durch den Wechsel des Regisseurs wahrscheinlich erst im November 2012 starten. Der Drehbuchautor Jeremy Garelick, der unter anderem für den Film Trennung mit Hindernissen tätig war, wurde engagiert, um das Drehbuch zu überarbeiten.
Jedoch kam es auch hier zu keinen konkreten Ergebnissen. Im April 2014 hieß es schließlich, dass Zabielski nicht mehr mit dem Projekt befasst ist. Stattdessen haben Keegan-Michael Key und Jordan Peele, die zuvor schon in den Comedy-Formaten MADtv und ihrer eigenen Serie Key & Peele erfolgreich waren, die Produktion übernommen. Im Juli 2015 bestätigten Key und Peele, dass sie nach wie vor an dem Projekt arbeiten.
Danach wurde es wieder ruhig um das Projekt. Zum bislang letzten Mal wurde im September 2018 etwas öffentlich, als Steve Guttenberg in einem Tweet sagte, der nächste Police-Academy-Film komme. Es gäbe noch keine Details, aber es sei in einer „Geschenktüte, die fertiggemacht“ werde.

## Figuren

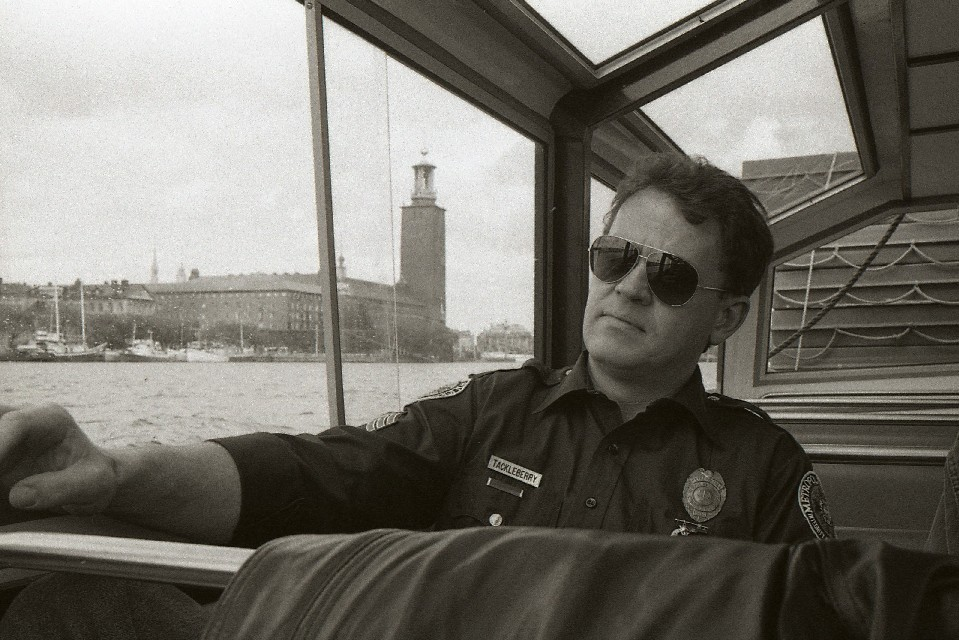
Darsteller in allen sieben Teilen: David Graf alias Eugene Tackleberry

In der Police-Academy-Reihe treten viele der Filmfiguren auch in den jeweiligen Nachfolgefilmen auf. Da sie immer von denselben Personen verkörpert werden, wird die Wiedererkennung und Identifikation mit den Protagonisten für den Zuschauer erleichtert.
Wenn ein bestimmter Schauspieler in einem Teil nicht mitwirkt, fällt die entsprechende Rolle weg. Einige Rollen sind fortlaufend in allen sieben Teilen vertreten, die meisten beschränken sich jedoch auf wenige Teile.
Innerhalb der Figuren nimmt Carey Mahoney in den ersten vier Filmen eine etwas herausgehobene Stellung ein. In den folgenden Filmen ist es eher Eric Lassard. Einen einzelnen Hauptdarsteller, auf den sich die Handlung konzentriert, gibt es aber nicht.
Jede Hauptfigur trägt stereotype Charakterzüge, wie Sonnyboy, Frauenschwarm, Waffenfanatiker oder Mauerblümchen. Alle Hauptfiguren sind Polizisten oder Kadetten und weisen spezielle Macken oder Fähigkeiten auf. Sie unterteilen sich in „die Guten“ und deren Gegenspieler. Letztere verfolgen meist konträre Ziele zu „den Guten“ oder stehen in Konkurrenz zu diesen. Eine Sonderrolle hat der oberste Polizeichef Commissioner Hurst, der meist eine neutrale Position einnimmt.
| Figur                   | Rolle/Dienstrang | Schauspieler        | Sprecher (Zeichentrickserie) | Auftritt                                                                 |
| ----------------------- | --- | ------------------- | ---------------------------- | ------------------------------------------------------------------------ |
| Eric Lassard            | Commandant (Polizeischulenleiter)                                                                                          | George Gaynes       | Tedd Dillon                  | alle Filme und Zeichentrickserie                                         |
| Carey Mahoney           | Kadett (1. Film), Officer (2), Sergeant (3 und 4)                                                                          | Steve Guttenberg    | Ron Rubin                    | Filme 1 bis 4 und Zeichentrickserie                                      |
| Larvell Jones           | Kadett (1. Film), Officer (2), Sergeant (alle weiteren Filme)                                                              | Michael Winslow     | Greg Morton                  | alle Filme, Zeichentrickserie und Fernsehserie                           |
| Eugene Tackleberry      | Kadett (1. Film), Officer (2), Sergeant (alle weiteren Filme)                                                              | David Graf          | Dan Hennessey                | alle Filme, Zeichentrickserie und Gastauftritt Fernsehserie              |
| Moses Hightower         | Kadett (1. Film), Officer (2), Sergeant (3–5), Lieutenant (Beförderung Ende 5. Film, 6. Film)                              | Bubba Smith         | Greg Morton                  | Filme 1 bis 6, Zeichentrickserie und Gastauftritt Fernsehserie (Captain) |
| Zed                     | Zivilist/Bösewicht (2. Film), Kadett (3), Officer (4, Zeichentrickserie)                                                   | Bobcat Goldthwait   | Dan Hennessey                | Filme 2 bis 4 und Zeichentrickserie                                      |
| Sweetchuck              | Zivilist (2. Film), Kadett (3), Officer (4, Zeichentrickserie)                                                             | Tim Kazurinsky      | Howard Morris                | Filme 2 bis 4 und Zeichentrickserie                                      |
| Laverne Hooks           | Kadett (1. Film), Officer (2), Sergeant (alle weiteren Filme)                                                              | Marion Ramsey       | Denise Pidgeon               | Filme 1 bis 6 und Zeichentrickserie                                      |
| Debbie Callahan         | Sergeant (1. Film), Lieutenant (3–5), Captain (6–7)                                                                        | Leslie Easterbrook  | Denise Pidgeon               | alle Filme außer 2, Zeichentrickserie und Fernsehserie                   |
| Tommy „House“ Conklin   | Teilnehmer am C.O.P.-Programm (4. Film), Academyabsolvent und Polizist im Rang eines Officers (5. Film, Zeichentrickserie) | Tab Thacker         | Don Francks                  | Filme 4, 5 und Zeichentrickserie                                         |
| Thaddeus Harris         | Lieutenant (1. Film), Captain (4–7, Zeichentrickserie)                                                                     | G. W. Bailey        | Len Carlson                  | Filme 1 sowie 4 bis 7 und Zeichentrickserie                              |
| Proctor                 | Sergeant (2. Film), Captain (3), Lieutenant (4–6, Zeichentrickserie)                                                       | Lance Kinsey        | Don Francks                  | Filme 2 bis 6 und Zeichentrickserie                                      |
| Mauser                  | Lieutenant (2. Film Anfang), Captain (ab Mitte 2. Film), Commandant (3. Film), Sergeant (Zeichentrickserie)                | Art Metrano         | Rex Hagon                    | Filme 2 und 3, Zeichentrickserie und Fernsehserie                        |
| Douglas Fackler         | Kadett (1. Film), Officer (2), Sergeant (3 und 6)                                                                          | Bruce Mahler        |                              | Filme 1 bis 3 sowie 6                                                    |
| Nick Lassard            | Sergeant | Matt McCoy          |                              | Filme 5 und 6                                                            |
| Chad Copeland           | Kadett (1. Film), Sergeant (3. und 4. Film)                                                                                | Scott Thomson       |                              | Filme 1,3 und 4                                                          |
| Kyle Blankes            | Kadett (1. Film), Sergeant (3. Film)                                                                                       | Brant von Hoffman   |                              | Filme 1 und 3                                                            |
| Henry J. Hurst          | Commissioner (Polizeipräsident)                                                                                            | George R. Robertson |                              | Filme 1 bis 6                                                            |
| Mrs. Fackler            | Frau von Douglas Fackler, Kadett im 3. Film                                                                                | Debralee Scott      |                              | Filme 1 und 3                                                            |
| Namenlose Prostituierte | „Gute Freundin“ von Eric Lassard und Carey Mahoney                                                                         | Georgina Spelvin    |                              | Filme 1 und 3                                                            |
| Kathleen Kirkland       | Polizistin (Officer im 2. Film, Sergeant im 4. Film), Kollegin von Eugene Tackleberry, heiratet ihn am Ende des 2. Films   | Colleen Camp        |                              | Filme 2 und 4                                                            |
| Max Kirkland            | Eugene Tackleberrys Schwiegervater                                                                                         | Arthur Batanides    |                              | Filme 2, 3, 4 und 6                                                      |
| Bud Kirkland            | Eugene Tackleberrys Schwager, Kadett (3. Film), Officer (4. Film)                                                          | Andrew Paris        |                              | Filme 2 bis 4                                                            |
| Mrs. Kirkland           | Eugene Tackleberrys Schwiegermutter                                                                                        | Jackie Joseph       |                              | Filme 2 und 4                                                            |
| Nogata                  | Austauschkadett aus Japan (3. Film), Vertreter der japanischen Polizei (4. Film), Liebhaber von Debbie Callahan            | Brian Tochi         |                              | Filme 3 und 4                                                            |

## Schauplätze

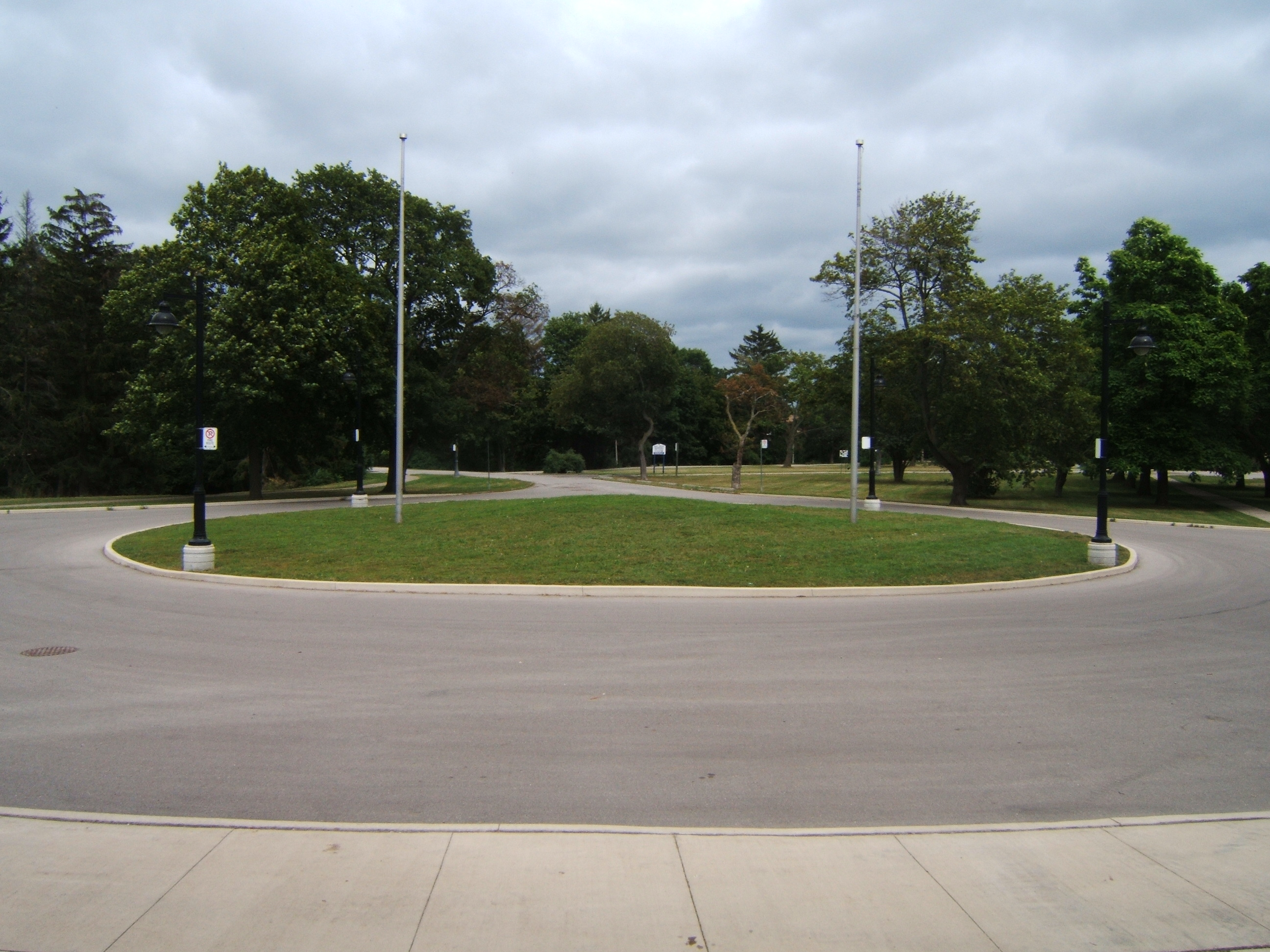
Vorplatz der Akademie (in den Filmen in der Mitte mit dem Logo von Police Academy verziert)

Alle Filme und Serien von Police Academy spielen in einer fiktiven namenlosen US-amerikanischen Stadt und deren Polizeiakademie. Teil 5 spielt zudem in Miami und Teil 7 in Moskau. Einige Orte tauchen wiederholt auf und sind Schauplatz wichtiger Ereignisse. Hierzu gehören die Gebäude und das Gelände der Police Academy, insbesondere der Vorplatz, auf dem die neuen Kadetten eintreffen, das Büro des Kommandanten Eric Lassard, in dem mehrfach wichtige Besprechungen stattfinden. In den ersten vier Teilen landen zudem einige der Protagonisten unbeabsichtigt in dem Schwulenclub The Blue Oyster.
Drei der Filme wurden in Kanada gedreht, zwei in Kalifornien, einer in Florida und einer vorwiegend in Moskau.
In der deutschen Version des ersten Films wird konkret die New Yorker Polizei Akademie genannt, um die es in dem Film gehen soll. Allerdings handelt es sich dabei um eine Erfindung der Übersetzer, da dies in der Originalfassung nicht der Fall ist. Es fehlen in allen Filmen jegliche Erkennungsmerkmale wie z. B. bekannte Gebäude der Stadt, Uniformen des NYPD oder entsprechende Autokennzeichen.

## Musik
Die marschtaugliche Titelmelodie wurde von Robert Folk komponiert und ist ein bekanntes Erkennungsmerkmal der Spielfilme. Sie ertönt an vielen Filmstellen in unterschiedlichen Variationen, vor allem jedoch im Vorspann und bei Paraden.
Eine weitere, mehrfach wiederkehrende Melodie ist die Musik, zu der im Blue Oyster Club getanzt wird. Es handelt sich dabei um einen Tango mit dem Namen „El Bimbo“, der von Jean-Marc Dompierre mit seinem Orchester eingespielt wurde.
Die übrigen Titel sind vorwiegend unbekannte Stücke, die nur dezent wahrnehmbar sind. Eine Ausnahme bildet der 4. Film, in dem eine Reihe von Titeln prominent platziert wurden. Während in den ersten vier Filmen noch eine längere Reihe von Titeln genannt wird, nimmt die Zahl der Titel ab Teil 5 deutlich ab. So erwähnt der Abspann des 5. Films die Musik nicht einmal, der 6. Film weist nur zwei Titel und der 7. Film lediglich einen auf. Die folgende Aufzählung umfasst die etwas prominenter platzierten Titel mit Interpret und dazugehöriger Szene in dem betreffenden Filmteil:
- Teil 1: She’s My Corner (Beach-Party-Szene) und I'm Gonna Be Somebody (Abspann) – Jack Mack and The Heart Attack.
- Teil 2: Dirty Work – geschrieben von Mike Piccirillo, gesungen von Tony Warren (Anfangsszene mit Mahoney am Strand).
- Teil 3: Team Thing – geschrieben von Tena Clark und Tony Warren (Szene auf dem Polizeiball, einige der Hauptakteure unterhalten die anwesenden Gäste mit einer Performance. Tackleberry spielt Saxophon, Jones Elektro-Gitarre. Callahan und Hooks singen im Vordergrund, Sweetchuck und Hightower im Hintergrund).
- Teil 4: Citizens on Patrol – Michael Winslow zusammen mit The L.A. Dream Team (Vor- und Abspann), „Shoot for the Top“ – Southern Pacific (Szene mit Skateboardstunts), „It doesn't have to be this way“ – The Blow Monkeys (Liebesszene zwischen Zed und Laura), „Let’s go to Heaven in my Car“ – Brian Wilson (Abspann und als Hintergrundmusik im Einkaufszentrum mit Kyle und Copeland).

Let’s go to Heaven in my Car wurde 1987 für die Goldene Himbeere in der Kategorie Schlechtester Song nominiert.

## Weitere Produktionen
Ab Ende der 1980er Jahre entstanden weitere Produktionen, die sich auf die Filme beziehen.

### Serien
Auf Basis der Filme wurden zwei Serien produziert:
- Die Zeichentrickserie Police Academy: Cartoonadaption der Police Academy von 1988, die alle wichtigen Hauptfiguren enthält und mit typischen Comicgegnern und lehrreichen Sicherheitstipps für Kinder angepasst wurde. 2 Staffeln mit insgesamt 64 Episoden.
- Die Fernsehserie Police Academy: Serie von 1997 mit jüngeren Charakteren, die das Konzept der chaotischen Kadetten der Kinofilme fortführt. Die Filmdarsteller der Originalfilme hatten Auftritte als Gaststars, nur Michael Winslow gehörte zur Stammbesetzung. Die Serie wurde nach einer Staffel mit 26 Folgen eingestellt.

### Comics
Im Rahmen der Verwertung der Police Academy zur Cartoonserie erschienen auch Comichefte in verschiedenen Sprachen.
Von November 1989 bis Februar 1990 erschienen sechs Ausgaben einer Comicreihe auf Basis der Serie bei Marvel Comics. Im deutschsprachigen Raum erschienen diese in den Jahren 1990 und 1991 unter dem Namen Police Academy: Bastei-Comic zur Fernsehserie; spleenig, spassig, spannend beim Verlag Bastei-Lübbe. Es war zum Preis von 3 DM in Deutschland, 24 S in Österreich und 3 SFr in der Schweiz im Einzelhandel erhältlich.
Auch in anderen Ländern erschien diese Heftreihe, u. a. in Großbritannien (ISSN 0961-1959).

### Hörspielkassetten
In Deutschland erschien in den Jahren 1990 und 1991 bei der Karussell Musik und Video GmbH eine 12-teilige Hörspielreihe auf Compact Cassette. Es handelt sich dabei offenkundig um Adaptionen einzelner Folgen der Cartoonserie.
Die Kassetten enthielten immer zwei Geschichten. Die Gesamtlänge betrug 50 Minuten.
Es waren im Einzelnen:
1. Bring mir die Clowns; Auf die Kralle, fertig, los (Bestellnummer 843506-4)
2. Der Geistermeister; Der Angriff der Roboter (843505-4)
3. Polizisten-Blues; Das Phantom der Oper (843507-4)
4. Die stärkste Frau der Welt; Die Hochzeit des Jahres (843508-4)
5. Der wilde Westen ruft; Operation Ägypten (843509-4)
6. Spitzkopfs Rache; Ruf' den Doctor, Proctor (843572-4)
7. Die dicke Bertha; Verflucht und zugenäht (847460-4)
8. Licht aus, Spot an, Hilfe!; Die lieben Kinderchen (847461-4)
9. Diamantenschimmer; Weiches Herz und harter Zahn (847462-4)
10. Amazonas-Astronauten; Spezialagent 839 (847463-4)
11. Meister Shiro; Die Großstadtsurfer (849481-4)
12. Neun Cops und ein Baby; Fisch und Mikrochips (849482-4)

Die Folgen 1 bis 10 erschienen 1990, die Folgen 11 und 12 im Jahr 1991.
Die Kassettenhüllen waren mit „TV-Original-Aufnahme“ und Motiven der Cartoonserie bedruckt. Auch die Titel der Hörspiele stammten von dort und sind in derselben Reihenfolge wie die Folgen 1 bis 24. Die Geschichten sind daher auch daran angelehnt.

### Stuntshow
Die Firma Warner Village Theme Parks, ein Subunternehmen von Warner Bros., betreibt eine Kette von Vergnügungsparks an der Gold Coast in Australien, darunter die Warner Bros. Movie World. In diesem wurde von 1991 bis 2008 die Police Academy Stunt Show aufgeführt, die zahlreiche Stunts, Explosionen und Slapstickszenen enthielt. Unter anderem wurden Zuschauer in die Show als „Kadetten“ eingebunden. Die Show wurde seit 1991 aufgeführt und gehörte lange Zeit zu den beliebtesten Shows. Durch die täglich zweimalige Aufführung hat sie es auf über 17.000 Vorstellungen gebracht.
Ein Ableger der von Vic Wilson konzipierten Stuntshow wurde von 1996 bis zur Aufgabe der Warner-Lizenzen 2003 im Bottroper Freizeitpark Warner Bros. Movie World (seit 2004 Movie Park Germany) sowohl in deutscher als auch englischer Sprache gespielt. Unterschiede zur australischen Show bestanden lediglich in einem spiegelbildlich gestalteten Filmset (das explodierende Auto und die Blue Oyster Bar waren nun links, das Gerüst rechts), weshalb die Choreografie zunächst neu entwickelt werden musste.
Inhaltlich war die Show lose mit der Filmreihe verbunden. So gab es auch einen Captain Harris, Proctor und natürlich Lassard. Weiterhin wurden Wappen, Uniformen und Autos der Police Academy verwendet.
Im April 2008 wurde die australische Show geschlossen, um einer anderen Show Platz zu machen.

## Trivia

### Logo
Ein besonderes Erkennungssymbol ist das Logo der Polizei und der Police Academy. Es kommt in allen Filmen an zahlreichen Stellen vor: auf Uniformen, Fahrzeugen und der Flagge der Polizei – im dritten Film sogar auf Proctors Unterhosen. Es ist kreisrund und hat durch die Verwendung von Kreuzen und Ahornblättern den Charakter eines Wappens. Ein umgebender Ring enthält neben dem Schriftzug „Metropolitan Police“ auch drei Worte, die offenkundig die Ideale der Polizei darstellen sollen: „Integrity“ (dt. „Integrität“), „Knowledge“ (dt. „Wissen“) und „Courage“ (dt. „Mut“ oder „Tapferkeit“).

### Uniformen und Ränge

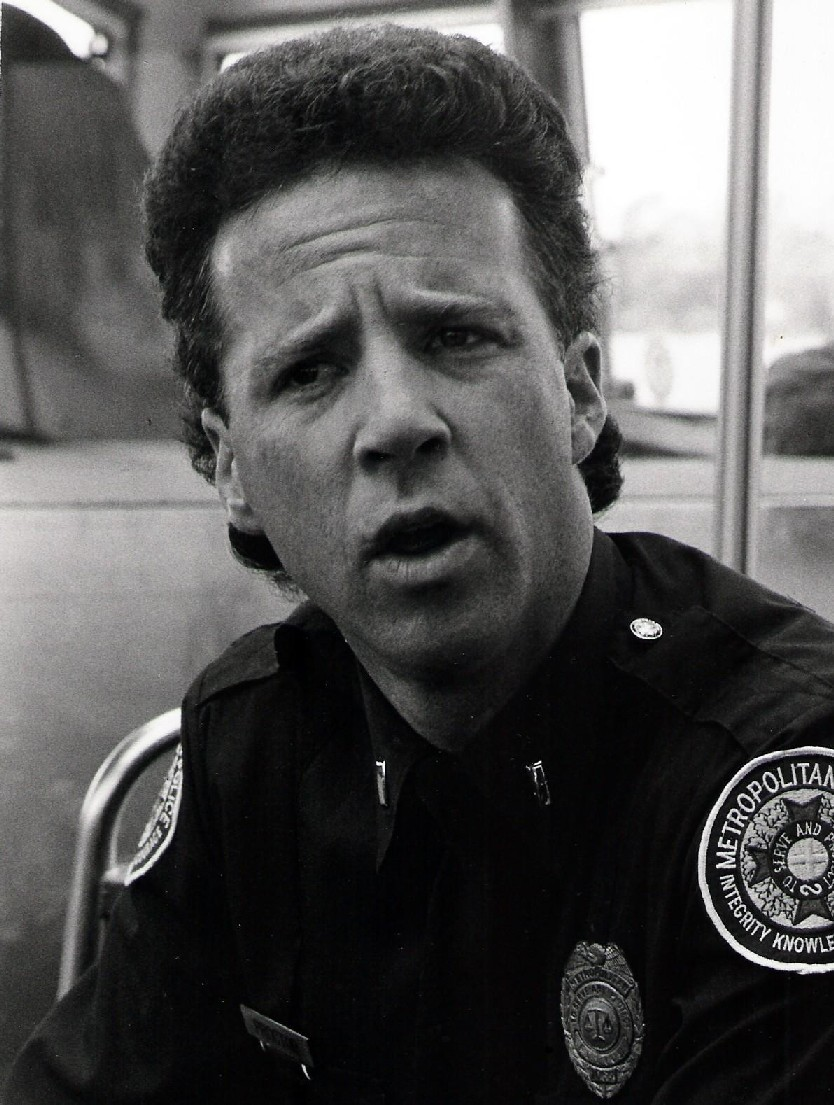
Lance Kinsey in seiner Filmuniform im Juni 1989

Auch wenn prinzipiell Vorgesetzte eine höhere Entscheidungsgewalt haben und nicht angreifbar sind, wird der Aspekt der verschiedenen Ränge nie thematisiert. Dies würde auch dem Prinzip der meisten Filme widersprechen, da vielfach Kadetten und niederrangige Polizisten ihren Vorgesetzten Streiche spielen. Hintergründig sieht man an den Uniformen und den dazugehörigen Rängen vor allem den Werdegang der einzelnen Figuren. So ist jeder Kadett im darauffolgenden Film Officer, um dann im nächsten Film Sergeant zu werden.
Die Ränge und deren typische Rangabzeichen sind im Einzelnen:
- Kadett: Keine Rangabzeichen, aber farbige Markierungen in blau an den Schulterklappen und der Mütze
- Officer: Keine Rangabzeichen und keine Markierungen
- Sergeant: Drei Streifen ähnlich denen von Sergeants beim amerikanischen Militär
- Lieutenant: Ein silberner Streifen
- Captain: Zwei silberne Streifen
- Commandant: Drei Sterne (vier Sterne im siebten Film)
- Commissioner: Goldverzierungen und sechs goldene Streifen

In der deutschen Version des ersten Films wird der Commissioner auch als Chief bezeichnet. In den Vereinigten Staaten sind Commandant und Commissioner keine Ränge im eigentlichen Sinne, sondern Posten, in die Personen berufen werden.
Die Uniformen variieren leicht im Verlauf der Filme. Die Polizisten niederer Ränge tragen üblicherweise schwarze Uniformhemden mit schwarzer Krawatte, bei denen keine Rangabzeichen am Kragen angebracht sind. Höhere Ränge, je nach Film ab Captain oder Commandant, tragen Uniformjacken. Die Jacken von Commandant und Commissioner sind meist Zweireiher. Die Uniformvarianten, die bei festlichen Anlässen getragen werden, unterscheiden sich im Wesentlichen durch Verzierungen von den regulären Uniformen. Dort tragen auch Sergeants schwarze Uniformjacken, die teilweise mit Kordeln verziert sind.
Im zweiten Film ist eine „Stranduniform“ zu sehen, bei der die Ärmel des Hemds fehlen. Es gibt zudem eine Version für Motorradpolizisten, die Tackleberry oft trägt. Im fünften Film tragen die Polizisten Uniformhemden mit einem glänzenden Stoff, teilweise auch mit kurzen Ärmeln. Im sechsten Film tragen alle Polizisten eine rote Bandschnalle.
Bei den Uniformen der konkurrierenden Akademie im dritten Film sind die Hemden grau und die Farbmarkierungen rot. Commandant Mauser trägt eine einreihige Uniformjacke. Es wird zudem ein Barett statt der regulären Uniformmütze getragen. Die Ausgehuniformen sind allerdings praktisch identisch.